# Parafia św. Jana Chrzciciela w Kurowie Wielkim
Parafia Świętego Jana Chrzciciela w Kurowie Wielkim – parafia rzymskokatolicka w diecezji zielonogórsko-gorzowskiej, dekanacie Głogów – NMP Królowej Polski.